# Тавла (зупинний пункт)
Та́вла — пасажирський залізничний зупинний пункт Лиманської дирекції Донецької залізниці.
Розташований між селами Свободне та Новоапостолівка Волноваського району Донецької області на лінії Маріуполь-Порт — Волноваха між станціями Карань (11 км) та Волноваха (11 км).
На платформі зупиняються приміські електропоїзди.